# Feyyaz Uçar
Feyyaz Uçar (Istanbul, 27 ottobre 1963) è un allenatore di calcio ed ex calciatore turco, di ruolo attaccante.

## Carriera
Fu capocannoniere del campionato turco nel 1990.

## Palmarès

### Giocatore

#### Club
- Campionato turco: 6

Beşiktaş: 1981-1982, 1986-1987, 1989-1990, 1990-1991, 1991-1992
Fenerbahçe: 1995-1996
- Coppa di Turchia: 3

Beşiktaş: 1988-1989, 1989-1990, 1993-1994
- Supercoppa di Turchia: 3

Beşiktaş: 1986, 1989, 1992

#### Individuale
- Capocannoniere del campionato turco: 1

1989-1990 (28 gol)